# Green Point (Praha)
Green Point je kancelářská budova na Smíchově v Praze 5. Objekt oválného půdorysu se skleněnou fasádou a osmi nadzemními a třemi podzemními podlažími zahrnuje přibližně 7000 m² kancelářských prostor. Je obklopen silničními komunikacemi, konkrétně ulicí Plzeňskou, Mozartovou a výjezdem z tunelu Mrázovka, který je součástí pražského městského okruhu. Jde o energeticky úspornou budovu s certifikátem BREEAM Excellent. Součástí je zelená střešní terasa a vnitřní zelené atrium. Investice na výstavbu budovy činily přibližně 350 milionů korun. Kapacita každého patra je přibližně 125 osob. Autorem projektu je studio AHK Architekti architektů Zdeňka Hölzela a Jana Kerela.
Výstavba probíhala od roku 2017 do října 2019.